# Lisa Schmidla
Lisa Schmidla (Krefeld, 5 juni 1991) is een Duits roeister. Schmidla won in 2014 wereldkampioen in de dubbel-vier en een jaar later moest Schmidla genoegen nemen met de zilveren medaille achter de Verenigde Staten. Schmidla won tijdens de olympische Zomerspelen van 2016 de gouden medaille in de dubbel-vier.

## Resultaten
- Wereldkampioenschappen roeien 2013 in Chungju 13 in de skiff
- Wereldkampioenschappen roeien 2014 in Amsterdam  in de dubbel-vier
- Wereldkampioenschappen roeien 2015 in Aiguebelette-le-Lac  in de dubbel-vier
- Olympische Zomerspelen 2016 in Rio de Janeiro  in de dubbel-vier

1988: Kerstin Förster & Kristina Mundt & Beate Schramm & Jana Sorgers ·
1992: Sybille Schmidt  &  Birgit Peter  & Kerstin Müller & Kristina Mundt·
1996: Katrin Rutschow & Jana Sorgers & Kerstin Köppen & Kathrin Boron·
2000: Manja Kowalski & Meike Evers & Manuela Lutze  & Kerstin Kowalski ·
2004: Kathrin Boron & Meike Evers & Manuela Lutze & Kerstin Kowalski ·
2008: Tang Bin & Xi Aihua & Jin Ziwei & Zhang Yangyang ·
2012: Kateryna Tarasenko & Natalija Dovhodko & Anastasija Kozjenkova & Jana Dementjeva·
2016: Annekatrin Thiele, Carina Bär, Julia Lier, Lisa Schmidla ·
2020: Chen Yunxia & Zhang Ling & Lü Yang & Cui Xiaotong ·
2024: Lauren Henry & Hannah Scott & Lola Anderson & Georgina Brayshaw